# Funkstelle Lerchenberg
Die Funkstelle Lerchenberg ist eine Fernmeldeeinrichtung auf dem Lerchenberg nordöstlich des Wildberger Stadtteils Gültlingen im Landkreis Calw. Von hier aus werden die Funknetze von Polizei, Feuerwehr und Katastrophenschutz im gesamten Landesgebiet koordiniert. Betreiberin der Anlage ist das Innenministerium Baden-Württemberg.
Das auffälligste Bauwerk auf dem Areal ist ein 81 Meter hoher Fernmeldeturm in Stahlbetonbauweise, der unter anderem als Träger für 70-cm-Richtantennen sowie zahlreiche 4-m-Antennen dient. Die Anlage verfügt außerdem über mehrere Dipolantennen für Kurzwelle.
Bis 1992 wurde die Anlage auch für die zivile Verteidigung genutzt, daher bestehen auf dem Gelände noch mehrere unterirdische Bunker.

## Galerie

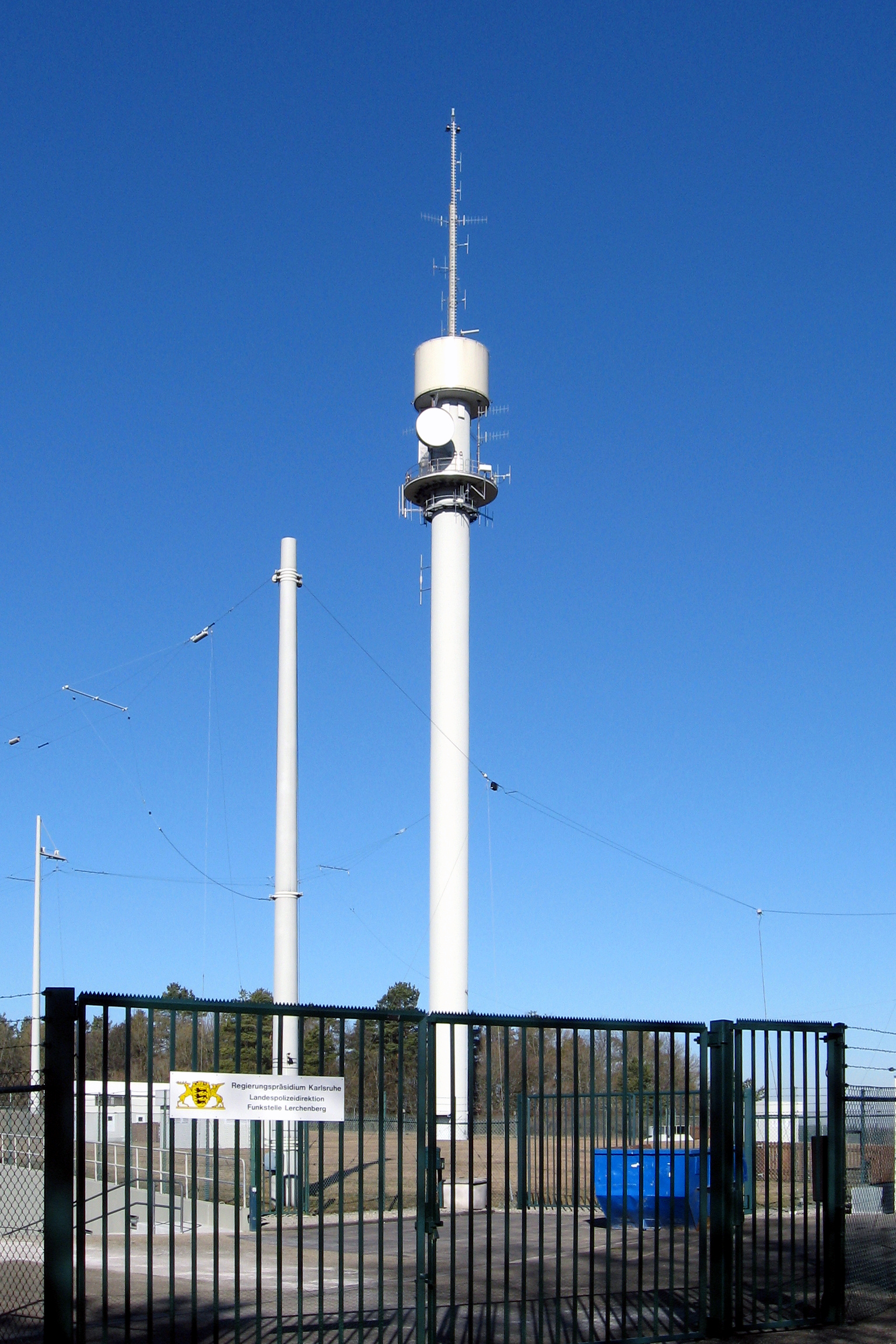
81 Meter hoher Fernmeldeturm
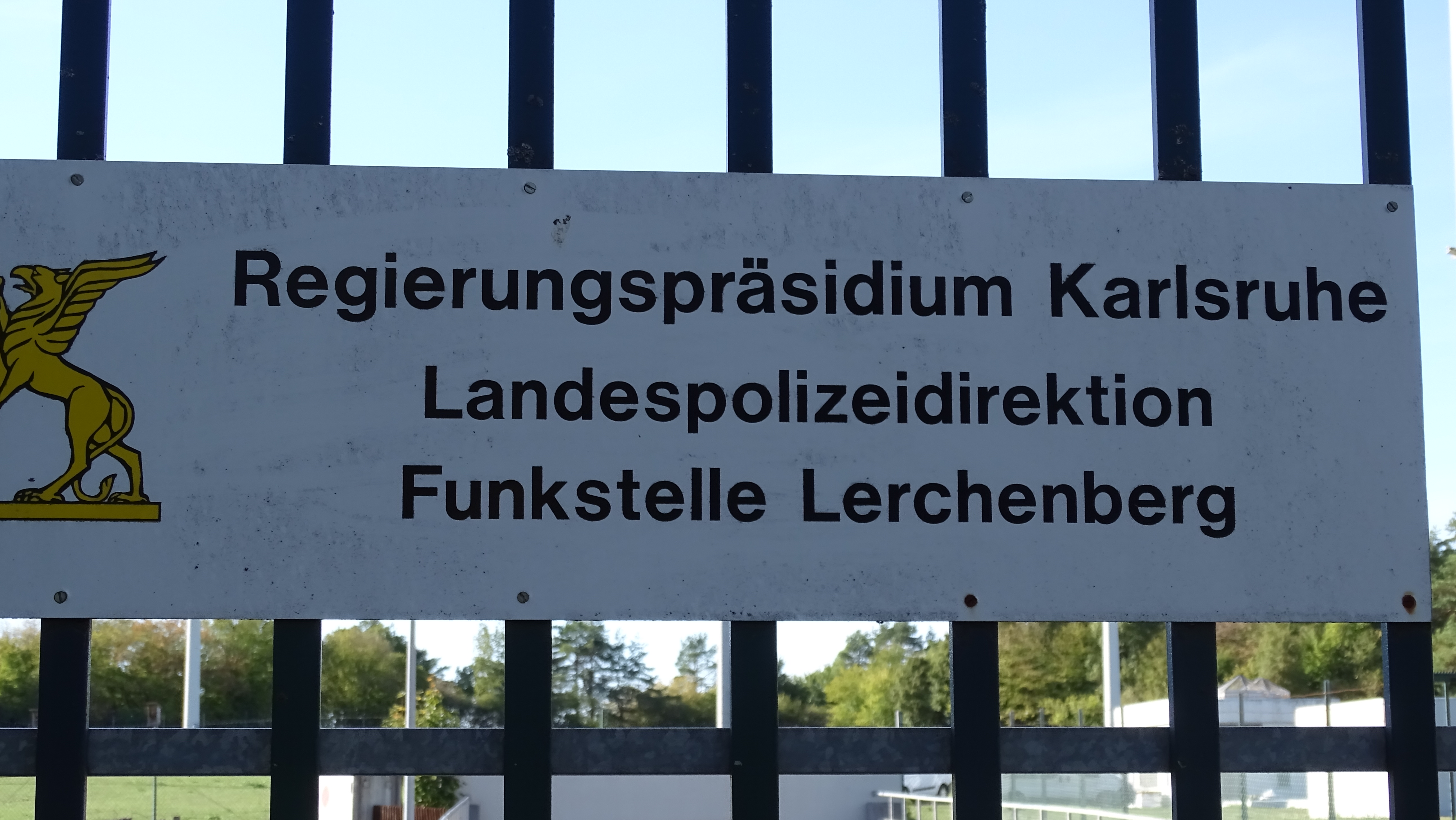
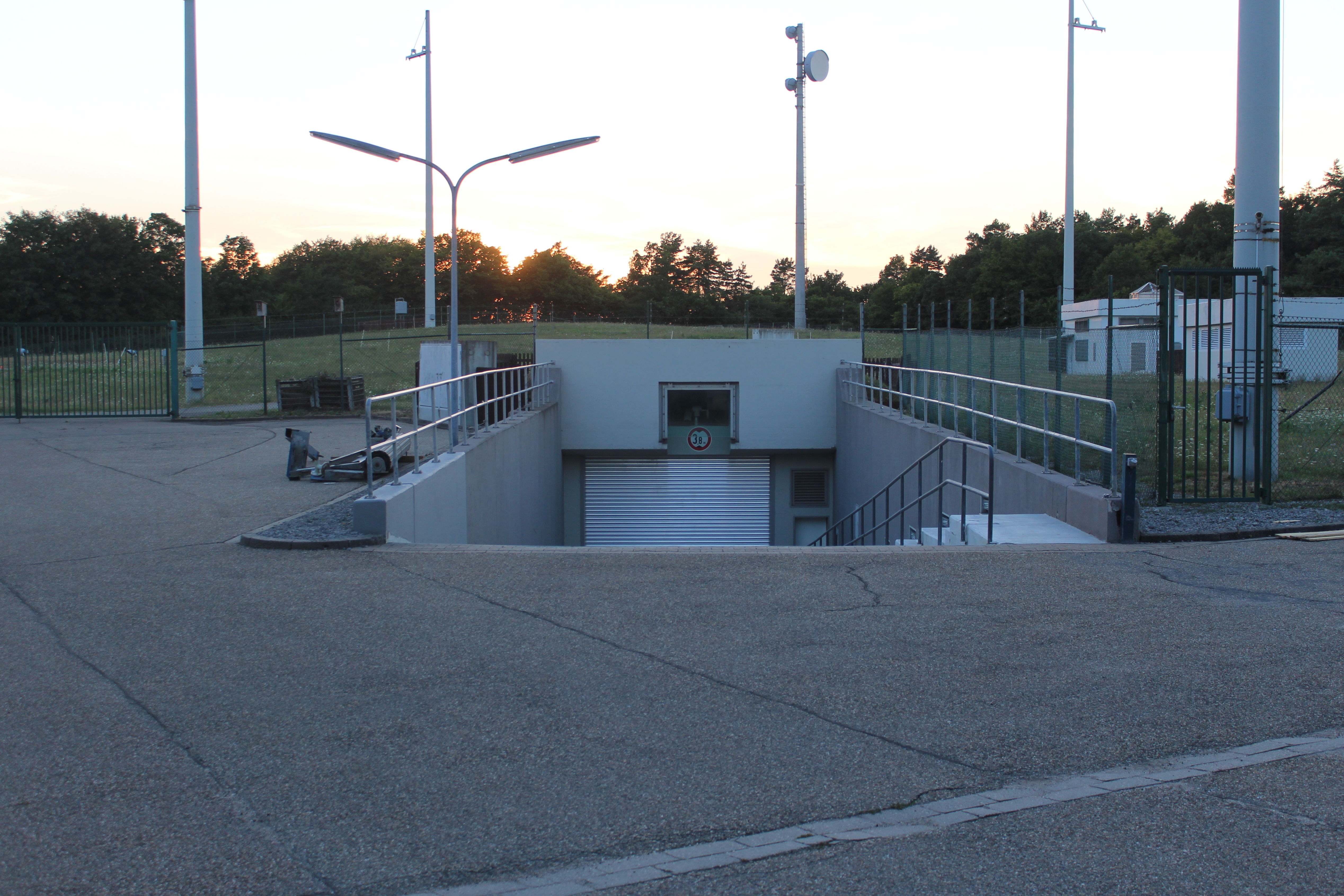